# مايكل عطية
السير  مايكل عطية (22 أبريل 1929 - 11 يناير 2019) عالم بريطاني مولود لأب عربي من أصل لبناني، حاصل على لقب فارس «سير» البريطاني. وقد حصل في عام 1967 على جائزة فيلدز.
عمل حتى أواخر أيامه أستاذا في جامعة أدنبره في اسكتلندا، وهو فائز بجوائز علمية دولية عدة في السابق، من بينها جائزة الملك فيصل العالمية عن العلوم في عام 1987. وجائزة أبيل في الرياضيات عام 2004.

## حياته
ولد في 22 أبريل 1929 من والد لبناني (إدوار عطية) وأم اسكتلندية (جين ليفنز). وله أخان (باتريك وجو) وأخت (سلمى). عاش عطية طفولته في السودان مع أبيه الذي هاجر من لبنان إلى بريطانيا وهو في العشرينات، ومنها غادر مع زوجته الاسكتلندية وهو في الثلاثينات من العمر إلى مصر والسودان، حيث أمضى ابنه مايكل طفولته في الخرطوم، ودرس الابتدائية في القاهرة والخرطوم (1934-1941) التي عاش فيها 9 سنوات، ومنها عاد إلى الإسكندرية ليدرس الثانوي في كلية فيكتوريا (1941-1945)، ثم ليتخرج دكتورا عام 1954 بالرياضيات من جامعة ترينيتي في كامبريدج.

## العمل والأبحاث

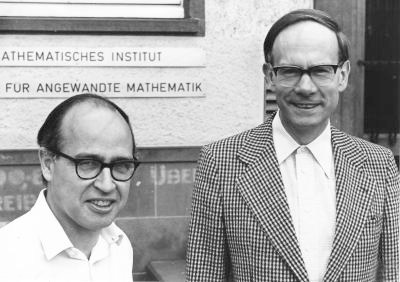
مايكل عطية وفريدريش هيرزبروخ من مجموعة صور أوبرولفاخ - 1977

أمضى عطية العام الدراسي 1955- 1956 في معهد الدراسات المتقدمة فيبرينستون، ثم عاد إلى جامعة كامبريدج حيث كان زميلًا باحثًا ومحاضرًا مساعدًا (1957- 1958)، ثم محاضرًا جامعيًا وزميلًا تعليميًا في كلية بيمبروك- كامبريدج (1958- 1961). انتقل عطية في عام 1961إلى جامعة أكسفورد حيث كان قارئًاوأستاذًا في كلية سانت كاترين (1961-1963). أصبح أستاذاً سافيلياً للهندسة وزميلاً أستاذاً لكلية نيو أوكسفورد في الفترة بين 1963 و1969. ثم شغل منصب أستاذ مدته ثلاث سنوات في معهد الدراسات المتقدمة في برينستون ثم عاد إلى أكسفورد كأستاذ باحث في الجمعية الملكية وزميل أستاذ في كلية سانت كاترين. كان عطية رئيس جمعية لندن للرياضيات من 1974 إلى 1976.
كان عطية رئيسًا لمؤتمرات بوجواش للعلوم والشؤون العالمية من عام 1997 إلى عام 2002. كما ساهم في تأسيس فريق إنتر أكاديمي (InterAcademy) المعني بالقضايا الدولية، ورابطة الأكاديميات الأوروبية (ALLEA)، والجمعية الرياضية الأوروبية (EMS).
شارك عطية ضمن المملكة المتحدة في إنشاء معهد إسحاق نيوتن للعلوم الرياضية في كامبريدج وكان أول مدير له (1990- 1996). كذلك كان رئيس الجمعية الملكية (1990- 1995)، عميد كلية ترينيتيفي كامبريدج (1990- 1997)، مستشار جامعة ليستر (1995- 2005)، ورئيس الجمعية الملكية في أدنبرة (2005- 2008). كان عطية أستاذًا فخريًا من عام 1997 حتى وفاته في عام 2019 في جامعة أدنبرة، كما كان أمينًا لمؤسسة جيمس كليرك ماكسويل.

## الأعمال المشاركة
تعاون عطية مع العديد من علماء الرياضيات. تعاوناته الرئيسية الثلاثة كانت مع راؤول بوت عن نظرية النقطة الثابتة لعطية-بوت والعديد من الموضوعات الأخرى، كذلك تعاون مع إسادور سينجر في نظرية مؤشر عطية-سنجر، ومع فريدريكهيرزبروخ في النظرية الطوبوغرافية. التقى عطية بهؤلاء الباحثين في معهد الدراسات المتقدمة في برينستون في عام 1955. ومنالباحثين الآخرين الذين تعاونمعهم عطية؛ فرانك آدامز (مشكلة اللامتغيرهوبف)، يورغنبيرندت (مستوى الإسقاط)، روجر بيلاوسكي (مشكلة بيري- روبنز)، هاورد دونيللي (الدالات إل)، فلاديمير درينفيلد (إنستانتون)، يوهاندوبونت (متفردات الحقول الشعاعية)، لارسجاردينج (المعادلات التفاضلية الجزئية الزائدية)، نايجلهيتشن (أحادي القطب)، ويليام في دي هودج (تكامل من النوع الثاني)، مايكل هوبكنز (النظرية K)، ليزا جيفري (لاغرانجياتالطوبوغرافية)، جون دي إس جونز (نظرية يانغ - ميلز)، خوان مالداسينا (النظرية M)، يوري آيمانين (إنستانتون)، نيك مانتون (سكيرميون- Skyrmions)، فيجاي باتودي (التباين الطيفي)، آن بريسلي (التحدب)، إلمر ريس (الحزم الشعاعية)، ويلفريدشميد (تمثيلات متسلسلة منفصلة)، غرايم سيغال (النظرية Kمتساوية التغير)، ألكساندر شابيرو  (جبر كليفورد)، إل. سميث (المجموعات التوفيقية من المجالات)، بول سوتكليف (متعدد السطوح)، ديفيد تول (حلقات لامبدا)، جون تود (أنابيب ستيفيل المتفرعة)، كومرونفافا (النظرية M)، ريتشارد وارد (الإنستانتون)، وإدوارد ويتن (النظرية M نظريات حقول الكم الطوبولوجية).
أثارتأبحاثه الأخيرة حول نظريات حقول القياس–وبشكل خاص نظرية يانغ- ميلز- تفاعلات مهمة بين الهندسة والفيزياء، وخاصةً في أعمال إدوارد ويتن.
طلاب عطية من ضمنهم بيتر برام 1987، سيمون دونالدسون 1983، ديفيد إلوورثي 1967، هاورد فيجان 1977، إيريك غرنوولد 1977، نايجلهيتشين 1972، ليزا جيفري 1991، فرانسيس قيروان 1984، بيتر كرونهايمر 1986، روث لورانس 1989، جورج لوستيغ 1971، جاك مورافا 1968، مايكلموراي 1983، بيتر نيوستيد 1966، إيان بورتيوس 1961، جون رو 1985، براين ساندرسون 1963، رولفشوارزنبرجر 1960، غرايم سيغال 1967، ديفيد تول 1966، وغراهام وايت 1982.
ومن بين علماء الرياضيات المعاصرين الآخرين الذين أثروا في مايكل عطية: روجر بنروز، ولارسهورماندر، وآلان كون، وجان ميشيل بسموت. اعترف عطية بإعجابه بعالم الرياضيات هيرمان ويل، كما قال بأن علماء الرياضيات المفضلين لديه قبل القرن العشرين همبيرنارد ريمان، وويليام روان هاميلتون.
تشمل المجلدات السبعة لأعمال عطية معظم أعماله باستثناء كتاب الجبر التبادلي. جرى تقسيم المجلدات الخمسة الأولى حسب الموضوع والسادس والسابع مرتبة حسب التاريخ.

### الهندسة الجبرية
أعيدت طباعة أوراق عطية المبكرة عن الهندسة الجبرية (وبعض الأوراق العامة) في المجلد الأول من أعماله المجموعة.
كان عطية -كطالب جامعي-مهتمًا بالهندسة الإسقاطية الكلاسيكية، وكان بحثه الأول بعنوان: مذكرة قصيرة حول المكعبات الملتوية. بدأ البحث تحت إدارة وليامفالانسدوغلاسهودج وفاز بجائزة سميث لعام 1954 لمقاربة النظرية الحزمية للأسطح المسطرة، مما شجع عطية على الاستمرار في الرياضيات بدلاً من التحول إلى اهتماماته الأخرى - الهندسة المعمارية وعلم الآثار. كانت أطروحته للحصول على درجة الدكتوراه مع هودج على نهج النظرية الحزمية لنظرية سليمان لفشيتز عن التكاملات من النوع الثاني في المتغيرات الجبرية. أدى ذلك إلى الحصول على دعوة لزيارة معهد الدراسات المتقدمة في برينستون لمدة عام. قام عطية في برينستونبتصنيف الحزم الشعاعية على منحنى إهليلجي (يمتد تصنيف ألكساندر جروثينديك للحزم الشعاعية على منحنى النوع 0)، من خلال إظهار أن أي حزمة شعاعية هي عبارة عن مجموعة من حزم شعاعية غير قابلة للتفريق (فريدة من نوعها بشكل أساسي)، ثم أظهر أن مساحة الحزم الشعاعية غير قابلة للتفريق لدرجة معينة ما، والبعد الإيجابي يمكن تحديدهما على منحنى إهليلجي. درس عطية أيضًا النقاط المزدوجة على الأسطح، مع إعطاء المثال الأول عن التقليب، وهو تحول خاص للمتغيرات ثلاثيات الأبعاد تم استخدامه بكثافة في وقت لاحق في أعمال شيغفومي موري على النماذج الدنيا للمتغيرات ثلاثيات الأبعاد. يمكن أيضًا استخدام تقليب عطية لإظهار أن عائلة الأسطح K3العالمية متعددات شعب غير مرتبطة بفضاء هاوسدروف.

### النظرية K
أعيدت طباعة أعمال عطية حول النظرية K-بما في ذلك كتابه عنها- في المجلد الثاني من أعماله المجموعة.
أبسط مثال غير بديهي لحزمة الشعاعي هو شريط موبيوس: شريط من الورق فيه التواء يمثل حزمة شعاعية من المرتبة 1 فوق دائرة (تشطر الدائرة المعنية محور شريط موبيوس بالنصف). تعتبر النظرية K أداة للعمل مع أشكال أخرى ذات أبعاد أعلى من هذا المثال، أو بعبارة أخرى لوصف الالتواءات ذات الأبعاد الأعلى: يتم تمثيل عناصر مجموعة K في الفضاء بحزم شعاعية عليها، وبالتالي يمثل شريط موبيوس عنصرا من المجموعة K للدائرة.

### نظرية أس عطية-سينجر
أعيدت طباعة أعمال عطية حول النظرية في المجلدين 3 و 4 من أعماله المجموعة.
يرتبط مؤشر المشغل التفاضلي ارتباطًا وثيقًا بعدد الحلول المستقلة (وبشكل أدق، هو اختلافات أعداد الحلول المستقلة للمشغل التفاضلي وما يرتبط به). يوجد العديد من المشكلات الصعبة والأساسية في الرياضيات، ومع ذلك يمكن اختزالها بسهولة إلى مشكلة إيجاد عدد من الحلول المستقلة لبعض العوامل التفاضلية، وعلى ذلك، إذا امتلك أحدهم بعض الوسائل التي تعثر على أسالعوامل التفاضلية، فغالبًا ما يمكن حل هذه المشكلات. هذا ما تفعله نظرية عطية- سينجر؛ فهي تعطي صيغة لبعض أسس العوامل التفاضلية من ناحية اللامتغيرات الطوبولوجية التي تبدو معقدة للغاية، ولكنها عادةً ما تكون سهلة في الممارسة العملية للحساب.

### نظرية المقياس
أعيدت طباعة العديد من أوراقه حول نظرية المقياس والمواضيع ذات الصلة في المجلد 5 من أعماله المجموعة. إنّ الموضوع المشترك لهذه الأوراق هو دراسة المساحات المعيارية لحلول بعض المعادلات التفاضلية الجزئية غير الخطية، وخاصة معادلات الإنستانتونوأحاديات القطب. ينطوي هذا غالبًا على إيجاد توافقواضح بين حلول معادلتين مختلفتين تمامًا. يعتبر تحويلبينروز أحد الأمثلة الأولى التي استخدمها عطية بشكل متكرر على ذلك.

## جوائز حصل عليها
- جائزة أبيل
- جائزة الملك فيصل العالمية
- وسام فيلدز
- وسام كوبلاي